# Trylobitopodobne
Trylobitopodobne (†Trilobitoidea) – wymarła gromada stawonogów trylobitokształtnych. Jej przedstawiciele żyli od kambru do wczesnego dewonu. Do gromady zaliczane są taksony wykazujące mniej homonomiczną segmentację niż trylobity. Część z nich cechuje się drugą parą odnóży zbliżoną pod względem budowy do szczękoczułków i szczególnie długim telsonem.